# Haruka Ueda
Haruka Ueda (jap. 上田 春佳, Ueda Haruka; * 27. April 1988 in Kita, Tokio) ist eine ehemalige japanische Schwimmerin. Sie gewann eine olympische Bronzemedaille. Bei Asienspielen erkämpfte sie fünfmal Silber und einmal Bronze.

## Karriere

### 2005 bis 2008
Bei den Weltmeisterschaften 2005 in Montreal verpasste die japanische 4-mal-100-Meter-Freistilstaffel mit Ueda die Finalteilnahme als Vorlaufneunte um eine Sekunde. Über 200 Meter Freistil schwamm Ueda die 22. Vorlaufzeit. Die 4-mal-200-Meter-Freistilstaffel mit Ai Shibata, Norie Urabe, Haruka Ueda und Sachiko Yamada erreichte das Finale und belegte den sechsten Platz. Im Jahr darauf bei den Pan Pacific Championships 2006 in Victoria siegte die 4-mal-200-Meter-Freistilstaffel aus den Vereinigten Staaten vor den Australierinnen, dahinter erschwammen Maki Mita, Norie Urabe, Ai Shibata und Haruka Ueda die Bronzemedaille. Bei den Asienspielen 2006 in Doha wurde Ueda Vierte über 400 Meter Freistil. Mit der 4-mal-100-Meter-Freistilstaffel und er der 4-mal-200-Meter-Freistilstaffel erschwamm sie jeweils die Silbermedaille. 2007 bei den Weltmeisterschaften in Melbourne schied die 4-mal-100-Meter-Freistilstaffel als 13. der Vorläufe aus. Über 100 Meter Freistil war Ueda 39. der Vorläufe. Die 4-mal-200-Meter-Freistilstaffel mit Maki Mita, Norie Urabe, Ai Shibata und Haruka Ueda erreichte wie zwei Jahre zuvor den sechsten Platz.
Bei den Olympischen Spielen in Peking trat Ueda in einer Einzeldisziplin und mit allen drei Staffeln an. Zunächst verfehlte die 4-mal-100-Meter-Freistilstaffel mit Haruka Ueda, Misaki Yamaguchi, Asami Kitagawa und Maki Mita als Vorlaufneunte den Endlauf um 0,08 Sekunden. Über 200 Meter Freistil erreichte Ueda das Halbfinale und schwamm dort die 13. Zeit. Die 4-mal-200-Meter-Freistilstaffel mit Haruka Ueda, Misaki Yamaguchi, Maki Mita und Emi Takanabe qualifizierte sich mit der achten Vorlaufzeit für den Endlauf und belegte dann den siebten Rang. Die Lagenstaffel schließlich unterbot mit Hanae Itō, Asami Kitagawa, Yuka Katō und Haruka Ueda die Vier-Minuten-Grenze und erreichte das Finale mit der sechstschnelslten Vorlaufzeit. Im Endlauf verbesserten Reiko Nakamura, Asami Kitagawa, Yuka Katō und Haruka Ueda den japanischen Rekord auf 3:59,54 Minuten und belegten den sechsten Rang mit über drei Sekunden Rückstand auf die Medaillenränge.

### 2009 bis 2013
Bei den Weltmeisterschaften in Rom schied Ueda mit beiden Freistilstaffeln sowie über 100 Meter Freistil und über 200 Meter Freistil im Vorlauf aus. Die 4-mal-100-Meter-Lagenstaffel mit Shiho Sakai, Nanaka Tamura, Yuka Katō und Haruka Ueda schwamm im Vorlauf mit 3:57,44 die zweitschnellste Zeit. Im Finale erreichten die Japanerinnen in 3:57,93 Minuten den siebten Platz. Im August 2010 bei den Pan Pacific Championships 2010 in Irvine wurde Ueda Sechste über 100 Meter Freistil und Fünfte über 200 Meter Freistil. Mit beiden Freistilstaffeln erreichte sie den vierten Platz. Die Lagenstaffel mit Aya Terakawa, Satomi Suzuki, Yuka Katō und Haruka Ueda belegte in 3:57,75 den dritten Platz hinter den Staffeln aus den Vereinigten Staaten und aus Australien. Drei Monate später bei den Asienspielen in Guangzhou erreichte Ueda den vierten Platz über 200 Meter Freistil. Die Lagenstaffel mit Aya Terakawa, Satomi Suzuki, Yuka Katō und Haruka Ueda wurde Zweite mit 0,44 Sekunden Rückstand auf die Chinesinnen. Die 4-mal-100-Meter-Freistilstaffel mit Hanae Itō, Tomoko Hagiwara, Yayoi Matsumoto und Haruka Ueda gewann mit einer Sekunde Rückstand auf die Chinesinnen Silber. Hanae Itō, Haruka Ueda, Yayoi Matsumoto und Risa Sekine hatten als zweitplatzierte 4-mal-200-Meter-Freistilstaffel über vier Sekunden Rückstand auf die chinesischen Siegerinnen. Schließlich erschwamm Ueda noch die Bronzemedaille über 100 Meter Freistil hinter den Chinesinnen Tang Yi und Li Zhesi. 2011 bei den Weltmeisterschaften in Shanghai wurde Ueda Siebte mit der 4-mal-100-Meter-Freistilstaffel und verpasste als Vorlaufneunte die Endlaufteilnahme mit der 4-mal-200-Meter-Freistilstaffel. Mit der Lagenstaffel erreichte Ueda zwar das Finale, im Endlauf erreichten Aya Terakawa, Satomi Suzuki, Yuka Katō und Yayoi Matsumoto in 3:57,84 Minuten den fünften Platz.
2012 gewann Ueda die japanischen Meisterschaften über 50 Meter Freistil und schwamm über 100 und 200 Meter Freistil die schnellste Vorlaufzeit. Bei den Olympischen Spielen in London stand zunächst die 4-mal-100-Meter-Freistilstaffel auf dem Programm. Haruka Ueda, Yayoi Matsumoto, Miki Uchida und Hanae Itō erreichten den siebten Platz. Über 100 Meter Freistil schwamm Ueda in 54,35 Sekunden die zwölftbeste Vorlaufzeit und schied dann im Halbfinale mit 54,59 Sekunden als 16. aus. Die 4-mal-200-Meter-Freistilstaffel mit Haruka Ueda, Hanae Itō, Yayoi Matsumoto und Aya Takano schwamm die achtbeste Vorlaufzeit und belegte auch im Endlauf den achten Platz. In der Lagenstaffel erreichten Terakawa, Suzuki, Kato und Ueda den Endlauf mit der zweitbesten Vorlaufzeit von 3:57,87 Minuten. Im Finale gewann das Quartett aus den Vereinigten Staaten mit zwei Sekunden Vorsprung vor den Australierinnen. Mit 1,71 Sekunden Rückstand auf die Australierinnen und 0,30 Sekunden Vorsprung vor den Russinnen gewannen die vier Japanerinnen die Bronzemedaille in 3:55,73 Minuten.
Ende 2012 bei den Kurzbahnweltmeisterschaften in Istanbul erreichte Ueda mit drei Staffeln das Finale und wurde Sechste mit der 4-mal-100-Meter-Lagenstaffel, Siebte mit der 4-mal-100-Meter-Freistilstaffel und Achte mit der 4-mal-200-Meter-Freistilstaffel. Über 200 Meter Freistil belegte sie den sechsten Platz. Die letzte internationale Meisterschaft für Terakawa waren die Weltmeisterschaften 2013 in Barcelona. Erneut erreichte sie mit allen drei Staffeln das Finale. Die 4-mal-100-Meter-Freistilstaffel mit Haruka Ueda, Misaki Yamaguchi, Miki Uchida und Yayoi Matsumoto wurde Siebte. Die 4-mal-200-Meter-Freistilstaffel mit Chihiro Igarashi, Haruka Ueda, Yasuko Miyamoto und Aya Takano wurde Achte. Die japanische Lagenstaffel belegte den fünften Platz in der Besetzung Aya Terakawa, Satomi Suzuki, Natsumi Hoshi und Haruka Ueda. Nach den Weltmeisterschaften trat Ueda noch im Weltcup an und im September beim 68. japanischen Nationalsportfest.